# Aldea Apeleg
Aldea Apeleg es una localidad y comuna rural del sudoeste de la provincia del Chubut, Argentina, dentro del departamento Río Senguer.

## Población
Contó con 126 habitantes (Indec, 2010), lo que representó un incremento del 2,3% frente a los 119 habitantes (Indec, 2001) del censo anterior. La población se compuso de 62 varones y 64 mujeres, lo que arroja un índice de masculinidad del 96.88%. En tanto, las viviendas son 45.
Tras el censo de 2022 se conoció un nuevo crecimiento de la localidad con 134 habitantes y unas 71 viviendas.La población mantiene la categoría de comuna rural.
| Gráfica de evolución demográfica de Aldea Apeleg entre 1991 y 2022 |
|                                                                    |
| Fuente: Censos nacionales del INDEC                                |

## Educación
En Aldea Apeleg se encuentra la escuela provincial N°127 Paulino Luis Barzola. Ésta tuvo su nacimiento a orillas del arroyo Apeleg. Allí era una construcción precaria con techos de zinc, cielorrasos de arpillera y paredes de adobe. Se calefaccionaban a través de salamandras de leña. En sus inicios era la nacional N.º 55 C.
El maestro era ambulante, estaba unos meses aquí y luego se dirigía a otras localidades.
Actualmente el edificio está emplazado en el pueblo y cuenta con gas envasado, luz eléctrica y agua. Posee cuatro aulas bien amplias, una destinada para primer ciclo (6-7-8 años), otra para segundo ciclo (9-10-11 años), la tercera para secundario (12 años en adelante) y la última destinada a nivel inicial, donde asisten niños de 3 a 5 años. Además cuenta con una dirección, una galería, una sala para leer donde están los libros de todas las áreas del conocimiento, los baños y el comedor.
Dentro del predio escolar están dos viviendas para docentes, además de contar con la del director.
Es una escuela de Jornada completa, de 8 a. m. a 15:30 p. m..